# Бегово
Бегово е село в Южна България. То се намира в община Калояново, област Пловдив.

## История
Селото носи името на турския бей – Якуб бег, който е бил владетел на спахилъка, около който възниква и селището. Под това име – Якуб бег, селото е споменато в един османски дежелепски регистър от 1576 г. До Освобождението е чисто турско село, но след това и особено след Съединението в 1885 г., в него започват да се преселват българи от съседните села и от Войнягово, които изкупуват имотите на изселващите се турци и му дават името Бегово – така селото става българско, но името му остава да напомня за Якуб бег.

## Културни и природни забележителности
Намира се в подножието на Средна гора. Отглеждат се рози.

## Редовни събития
В селото се състои ежегоден събор на 28 август – Голяма Богородица.